# 合同情報委員会
合同情報委員会（ごうどうじょうほういいんかい、英語：Joint Intelligence Committee）とは、イギリスの内閣府に所属する委員会。略してJICと呼ばれる事も多い。

## 概要
JICは内閣府や各情報機関、また関連省庁の幹部で構成される委員会であるが、イギリスの「国家情報機関」（National Intelligence Machinery）と位置づけられている。JICは各省庁からインテリジェンスを集めて分析し、政府としての短期、長期の情報評価報告書を提供することで政治家を補佐する。またJICはイギリスの各情報機関を指示、監督する総元締めとしての役割を持っている。
JICは情報機関の活動（情報収集、分析、評価）を指示、監督するほか、情報活動の計画を立案し、優先順位を決定して情報要求を行う。活動計画は、形式的にはJICで検討されたのちに関連省庁の長からなる「情報機関に関する事務次官委員会」のチェックを経て首相が議長を務める「情報機関に関する内閣委員会」で最終的に承認されるしくみとなっている。また、JICは情報機関の運営計画や予算の検討も行っている。
機構としては簡単で高い効果を挙げているため、日本を含む世界の多くの国がJIC式の組織を取り入れている。しかし、イギリスでこの仕組みが機能するようになったのは歴史的な経緯があってのことであり、他の国で同じように機能させることは難しいといわれる。例えば、日本の内閣にもJICに類似した合同情報会議という会議が設置されているが、各省庁が重要な情報を抱え込んでしまい内閣に情報が集まらないといった問題を抱えている。　

## 組織
JICは内閣府の「情報・保安・回復担当内閣府事務次官」の元に管理されている。この情報・保安・回復担当内閣府事務次官はJICの議長も兼ねており、JICの意見は内閣に直接届く仕組みになっている。
メンバーは外務・英連邦・開発省、国防省、内務省、通産省、大蔵省、内閣府の幹部、各情報機関の長、評価スタッフ（後述）事務局長で構成され、場合によっては他の省庁からも召集される。
JICには評価スタッフという20名から40名ほどの専属スタッフが存在する。評価スタッフは各機関から派遣された精鋭の分析官からなり、各機関から情報を集めて分析して情報評価報告書の下書きを作る。そのため、評価スタッフには法的に各情報機関から情報にアクセスする権限が与えられている。下書きは専門家からなる「現況情報グループ」とJIC上層部のチェックを経た後で情報評価報告書として政治家に提供される。

## 歴史
JICはもともと各軍の情報部門の調整を行う為に、帝国防衛委員会（CID。イギリスの国家戦略を立案する委員会）の「幕僚委員会」の小委員会として1936年に誕生した。当初は当然ながら軍事情報のみを扱っていたが、第二次世界大戦が始まり国が戦時体制になった事で、JICは政治の中枢に関わるようになる。1939年にはJICが外交情報も扱うようになり、議長には外務・英連邦省出身の官僚が充てられる事になった。
ウィンストン・チャーチルの時代には、JICは更に重要な位置を占めた。1940年にはMI6やMI5といった情報機関も加わるようになり、1941年には評価スタッフの前身である「合同情報スタッフ」（JIS）が設置された。JICが情報を取りまとめて政治家に報告を行う仕組みはこうして確立されていったのである。
戦後、JICはいったんCIDに戻されたが、ハロルド・マクミラン時代の1957年にJICは内閣府に戻され、JICが内閣と直結する形が確立された。その後、幾度かの改革を経て、1968年頃までには現在の形が成立したといわれる。その後もマーガレット・サッチャーの時代に議長を外務省以外からも受け入れるなど、様々な改革が行われている。近年ではイラク戦争の反省から、インテリジェンスが政治の都合に振り回される「情報の政治化」が問題になっており、政治との距離を見直す方向で改革が行われている。

### 歴代委員長
| 代 | 名前                                         | 英語名                    | 就任   | 退任      |
| -- | -------------------------------------------- | ------------------------- | ------ | --------- |
| 01 | ラルフ・スティーブンソン                     | Ralph Stevenson           | 1936年 | 1939年    |
| 02 | ヴィクター・カヴェンディッシュ・ベンティック | Victor Cavendish Bentinck | 1939年 | 1945年    |
| 03 | ハロルド・カッシア                           | Harold Caccia             | 1945年 | 1948年    |
| 04 | ウィリアム・ヘイター                         | William Hayter            | 1948年 | 1949年    |
| 05 | パトリック・レイリー                         | Patrick Reilly            | 1949年 | 1953年    |
| 06 | パトリック・ディーン                         | Patrick Dean              | 1953年 | 1960年    |
| 07 | ヒュー・スティーヴンソン                     | Hugh Stevenson            | 1960年 | 1963年    |
| 08 | バーナード・バロウズ                         | Bernard Burrows           | 1963年 | 1966年    |
| 09 | デニス・グリーンヒル                         | Denis Greenhill           | 1966年 | 1968年    |
| 10 | エドワード・ペック                           | Edward Peck               | 1968年 | 1970年    |
| 11 | スチュワート・クローフォード                 | Stewart Crawford          | 1970年 | 1973年    |
| 12 | ジェフリー・アーサー                         | Geoffrey Arthur           | 1973年 | 1975年    |
| 13 | アントニー・ダフ                             | Antony Duff               | 1975年 | 1979年    |
| 14 | アントニー・アクランド                       | Antony Acland             | 1979年 | 1982年    |
| 15 | パトリック・ライト                           | Patrick Wright            | 1982年 | 1984年    |
| 16 | パーシー・クラドック                         | Percy Craddock            | 1985年 | 1992年    |
| 17 | ロドリック・ブレシット                       | Rodric Braithwaite        | 1992年 | 1993年    |
| 18 | ポーリン・ヌヴィル=ジョーンズ                | Pauline Neville-Jones     | 1993年 | 1994年    |
| 19 | ポール・レバー                               | Paul Lever                | 1994年 | 1996年    |
| 20 | コリン・バッド                               | Colin Budd                | 1996年 | 1997年    |
| 21 | マイケル・パケンハム                         | Michael Pakenham          | 1997年 | 2000年    |
| 22 | ピーター・リッケッツ                         | Peter Ricketts            | 2000年 | 2001年9月 |
| 23 | ジョン・スカーレット                         | John Scarlett             | 2001年 | 2005年    |
| 24 | リチャード・モットラム                       | Richard Mottram           | 2005年 | 2007年    |
| 25 | アレックス・アラン                           | Alex Allan                | 2007年 | 2011年    |
| 26 | ジョン・デイ                                 | Jon Day                   | 2012年 | 現職      |